# Peterssche Formel
Die Peterssche Formel wird zur Abschätzung der Höhe der notwendigen, jährlichen Instandhaltungsrücklage (auch Instandhaltungsrückstellung genannt) von Wohngebäuden genutzt. Sie wurde empirisch ermittelt und beruht auf der Auswertung von statistischen Daten über die Instandhaltungskosten von Gebäuden und ist damit ein Instrument, um die laufenden Kosten für den Werterhalt eines Wohngebäudes zu ermitteln.
Nach dieser Methode müssen die reinen Herstellungskosten (ohne Grundstücks- oder Erschließungskosten; siehe auch Baukosten) mit dem Faktor 1,5 multipliziert und dann durch 80 Jahre dividiert werden. Grundlage dieser Kalkulation ist die Annahme, dass innerhalb von 80 Jahren der 1,5-fache Wert der Herstellungskosten für die Instandhaltung eines Gebäudes anfällt.
Bei in Wohnungseigentum geteilten Gebäuden entfallen nach Peters 65 bis 70 % der gesamten Instandhaltungskosten auf das Gemeinschaftseigentum. Der Rest von 30 bis 35 % auf die einzelnen Eigentümer mit ihrem jeweiligen Sondereigentum, für deren Instandhaltung sie individuell aufkommen müssen. Entsprechend lässt sich mit der Formel die Höhe der notwendigen, jährlichen Zuführung zur gemeinschaftlichen Instandhaltungsrücklage bei Eigentumswohnungen ermitteln.
Beispiel:
In folgendem Beispiel wird von Herstellungskosten von 1.500 € pro Quadratmeter ausgegangen. Nach der Formel berechnen sich die durchschnittlichen, jährlichen Instandhaltungskosten wie
folgt:
{\displaystyle {\frac {1.500\ {\rm {\,\mathrm {\euro} \,\,\,\times \,\,\,1{,}5}}}{80\ {\rm {\,Jahre}}}}={28{,}13\ {\rm {\,\mathrm {\euro} /Jahr}}}}
Von diesem Betrag entfallen 65 bis 70 % auf das Gemeinschaftseigentum. Bei 70 % ergibt sich also folgender Betrag pro Quadratmeter Wohnfläche:
{\displaystyle {\frac {28{,}13\ {\rm {\,\mathrm {\euro} \,\,\,\times \,\,\,70}}}{100}}={19{,}69\ {\rm {\,\mathrm {\euro} }}}}
Bei einem Gebäude mit einer Gesamtwohnfläche von 500 Quadratmetern müsste demnach eine jährliche, gemeinschaftliche Instandhaltungsrücklage von
{\displaystyle {19{,}69\ {\rm {\,\mathrm {\euro} /m^{2}\,\,\,\times \,\,\,500\,m^{2}}}}={9.843{,}75\ {\rm {\,\mathrm {\euro} }}}}
gebildet werden.
Ein Problem bei der Anwendung der Formel kann die Ermittlung der Herstellungskosten sein. Während sie sich bei einem neu erstellten Gebäude leicht ausrechnen lässt, kann sie für Altbauten nur schwer abgeschätzt werden. Entsprechendes gilt auch für die Planung von Neubauten für den Fall, dass vor Baubeginn die spätere, kontinuierliche Belastung für Instandhaltung ermittelt werden soll. Hinzu kommen regionale Preisunterschiede. Diese differieren in Deutschland vor allem zwischen den alten und neuen Bundesländern erheblich. Gleiches gilt auch für Österreich und die Schweiz.
Es gibt auch andere Verfahren, die Instandhaltungskosten abzuschätzen. So besagt eine grobe Faustregel, dass bei Neuanlagen eine jährliche Zuweisung zur Instandhaltungsrücklage von 0,8 bis 1,0 % des Kaufpreises ab Baufertigstellung angemessen ist.